# Абентойер
Абентойер (нем. Abentheuer) — община в Германии, в земле Рейнланд-Пфальц.
Входит в состав района Биркенфельд. Подчиняется управлению Биркенфельд. Население составляет 442 человека (на 31 декабря 2010 года). Занимает площадь 6,12 км².
Орган управления — муниципалитет, состоящий из 8 человек.
Упоминается впервые в 1350 г. До 1875 г. в посёлке находился металлургический завод, что нашло отражение на его гербе.

## Население
| Год  | Численность | Численность |
| ---- | ----------- | ----------- |
| 1975 | 364         | [ 4 ]       |
| 2017 | 430         | [ 1 ]       |
| 2019 | 424         | [ 5 ]       |
| 2021 | 430         | [ 6 ]       |
| 2022 | 440         | [ 7 ]       |
| 2023 | 421         | [ 2 ]       |